# L'últim tren de Gun Hill
L'últim tren de Gun Hill (títol original en anglès Last Train from Gun Hill) és una pel·lícula estatunidenca dirigida per John Sturges i estrenada l'any 1959. Ha estat doblada al català.

## Argument
Una dona índia torna al seu poble amb el seu fill, blanc, després de passar uns dies amb la seva família, en el camí es troben amb dos texans que els molesten. Després d'uns forcejaments i després de marcar la cara d'un dels agressors amb el seu fuet s'inicia una persecució. Finalment el carro bolca i mare i fill queden a mercè dels seus perseguidors, el noi aconsegueix fugir en el cavall d'un dels texans però la seva mare no. El noi arriba al poble en el que el seu pare (Douglas) és xèrif i el condueix a on s'ha produït l'atac. Matt Morgan arriba només a temps de recollir el cadàver violat de la seva dona. Quan torna a casa descobreix que la cadira de muntar del cavall que va agafar el seu fill li és coneguda. La cadira pertany a Craig Belden un home que va ser el seu millor amic en el passat i al qual, fins i tot, li deu la vida. Morgan viatja a Gun Hill on viu Belden per preguntar per què un dels assassins de la seva dona tenia la seva cadira de muntar. En arribar a la ciutat descobreix que Belden és el cacic local i controla tot el que passa a Gun Hill i també descobreix que un dels assassins de la seva dona és el fill del seu antic amic. Morgan vol portar els criminals davant la justícia però té tota una ciutat en contra, malgrat tot aconsegueix capturar Rick Belden. Ara només ha d'aguantar sis hores al lloc fins a l'arribada de l'últim tren, si l'agafen abans morirà i si perd el tren també morirà.

## Crítica
El film es pot catalogar amb l'etiqueta que va posar de moda molts anys després Sense perdó: «Western crepuscular». Els protagonistes han deixat enrere el temps de l'aventura i tenen la vida establerta, llavors arriba la tragèdia i ho posa tot cap per avall. Morgan veu com li arrabassen la seva dona i no un desconegut sinó el fill del seu millor amic. Belden, que va perdre la seva dona anys enrere i va criar el seu fill sol, veu com li volen prendre l'únic que li queda. El personatge d'Anthony Quinn es veu obligat a triar entre la vida del seu fill o la del seu millor, i únic, amic. Belden se sent culpable, sap que no ha educat bé al seu fill perquè mai ha aconseguit connectar amb ell i ara ha comès una atrocitat, malgrat tot, no té altra opció que protegir-lo.
Durant tota la pel·lícula, l'espectador es debat entre els dos protagonistes per comprendre els motius de tots dos i sabent que, acabi com acabi, la solució no serà feliç.

## Repartiment
- Kirk Douglas: Matt Morgan
- Anthony Quinn: Craig Belden
- Carolyn Jones: Linda
- Earl Holliman: Rick Belden
- Brad Dexter: Beero el capatàs
- Brian G. Hutton: Lee Smithers
- Val Avery: Steve, barman de Horseshoe
- Walter Sande: Xèrif de Gun Hill
- John R. Anderson: Venedor a Horseshoe saloon
- Mara Lynn: Minnie, noia del saloon
- Frank Hagney: Home que espera al Horseshoe saloon
- Ricky William Kelman: Un noi